# 21 Lutetia
Lutetia (formalmente 21 Lutetia) è un asteroide della fascia principale, di circa 100 km di diametro. La sua classe spettrale è di tipo M ed è l'unico asteroide di questo tipo visitato da vicino da una sonda spaziale.

## Scoperta ed esplorazione
Lutetia fu scoperto il 15 novembre 1852 da Hermann Mayer Salomon Goldschmidt dal suo appartamento a Parigi, sopra il Café Procope; il nome Lutetia deriva infatti da quello latino della capitale francese e venne scelto da François Arago, direttore dell'osservatorio della città. Lutetia è il primo asteroide individuato da un astronomo dilettante.
Il 10 luglio 2010 la sonda spaziale europea Rosetta ha sorvolato l'asteroide a una distanza minima di 3162 km, lungo il suo viaggio verso la cometa 67P/Churyumov-Gerasimenko. È stato un fly-by piuttosto importante, poiché Lutetia non è soltanto il più grande ma è anche il primo asteroide metallico visitato da una sonda.
Sono state riportate due occultazioni stellari di Lutetia, una da Malta (1997), l'altra dall'Australia (2003).

## Caratteristiche
La composizione di Lutetia ha lasciato perplessi gli astronomi per qualche tempo, e sono state avviate diverse indagini in vista del volo ravvicinato di Rosetta del 2010. Nonostante sia stato classificato come asteroide di tipo M, molti dei quali sono di tipo metallico, Lutetia è uno di quei membri anomali del gruppo che non mostrano molte tracce di metalli sulla loro superficie. Tuttavia, ci sono varie indicazioni di una superficie povera di metalli: uno spettro piatto, a bassa frequenza simile a quello della condrite carbonacea e degli asteroidi di classe C, con un tenue albedo radar diverso da quello intenso degli asteroidi metallici.
Un'analisi spettrale del 2003 aveva mostrato che Lutetia è uno sferoide con diverse irregolarità nella forma; questo è stato poi confermato dalle immagini ricevute da Rosetta. Ha anche mostrato che il polo di Lutetia è orientato verso le coordinate dell'eclittica (β, λ) = (3°, 40°) oppure (β, λ) = (3°, 220°) con una incertezza di 10°.. Questo vuol dire che l'asteroide ha una inclinazione assiale rispettivamente di 85° oppure 89°, e che l'asse di rotazione è quasi parallelo all'eclittica, cioè simile a quello del pianeta Urano.
Lutetia ha un'età di circa 3,6 miliardi di anni e potrebbe essere un planetesimo. Ha una elevata densità (pari a 3,4 g/cm³) e la superficie ha una composizione uniforme, che non appare essere stata modellata dall'acqua. È ricoperto di uno strato di polvere molto fine ed omogeneo, simile alla regolite. Potrebbe avere una crosta primordiale, formata da materiali assimilabili a meteoriti primitive, come condriti carbonacee ed enstatitiche. Le temperature medie oscillano tra 63 e 245 K.